# FKS Stal Mielec

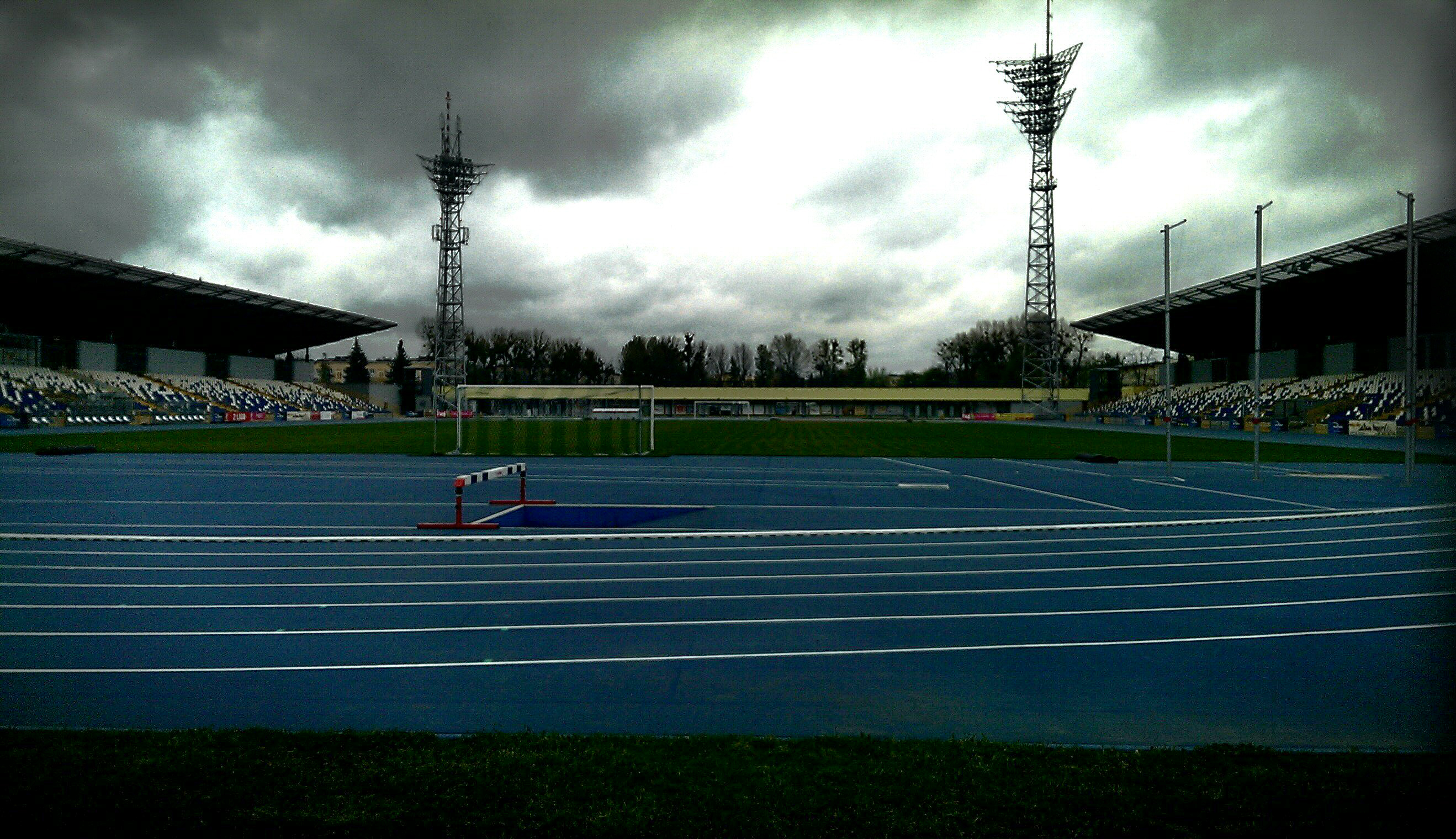
Estádio MOSiR

O Stal Mielec é um clube de Futebol com sede em Mielec, na Polônia.
Fundado em 10 de abril de 1939, o clube disputa atualmente a primera divisão polonesa. Disputou por três vezes a Copa da UEFA chegando no máximo às quartas de finais em 1975-76.

## Títulos do Campeonato Polonês
- Campeão Polonês
  - 1973, 1976

- Vice campeão Polonês
  - 1975

- Vice campeão da Copa da Polônia
  - 1976

## Variação do nome
- 1939 - KS PZL Mielec
- 1946 - RKS PZL Zryw Mielec
- 1949 - ZKS Stal Mielec
- 1957 - FKS Stal Mielec
- 1977 - FKS PZL Stal Mielec
- 1995 - MKP Mielec
- 1998 - MKP Lobo Stal Mielec
- 1997 - MKP Stal Mielec
- 2002 - KS Stal Mielec
- 2003 - KS FKS Stal Mielec
- 2003 - FKS Stal Mielec